# Wojna domowa w Salwadorze
Wojna domowa w Salwadorze – konflikt zbrojny trwający od 1979 do 1992 roku w Salwadorze pomiędzy juntą rządzącą krajem a lewicowymi partyzantami skupionymi od 1980 roku w organizacji Front Wyzwolenia Narodowego im. Farabunda Martíego. Przyczyną konfliktu był zamach stanu z 1979 roku i dokonana przez armię masakra cywili protestujących przeciwko juncie. Strona rządowa była wspierana przez Stany Zjednoczone rządzone przez Jimmy’ego Cartera a następnie Ronalda Reagana, co pozwoliło stronie rządowej na kontynuowanie walk aż do początku lat dziewięćdziesiątych. Konflikt charakteryzował się licznymi nadużyciami praw człowieka, celowym terroryzowaniem ludności cywilnej przez szwadrony śmierci oraz aktywnym uczestnictwem dzieci żołnierzy. W latach 90. pod kierownictwem ONZ rozpoczęto rozmowy pokojowe między partyzantami a rządem które zakończyły się w 1992 roku podpisaniem układu pokojowego.

## Geneza
Historia Salwadoru naznaczona była licznymi puczami i funkcjonowaniem wielu junt. Okres rządów wojska i lokalnych oligarchów zapoczątkował generał Maximiliano Hernández Martínez, który w latach 30. wprowadził w kraju dyktaturę opartą na faszystowskich wzorcach. Od początku rządy wojska spotkały się z licznym oporem ze strony indiańskiej społeczności kraju, chłopów i ruchów lewicowych. W 1932 roku wybuchło powstanie na czele którego stanął Farabundo Martí. Martí w kolejnych latach stał się symbolem oporu względem junt wojskowych. W nieudanej rebelii zginęło od 10 do 30 tysięcy osób. 
Powstanie spowodowało zanik opozycji a od tamtej pory zmiany rządów zachodziły głównie poprzez kolejne pucze. 1944 roku Martínez został odsunięty od władzy na skutek puczu w wyniku którego prezydentem został pułkownik Osmín Aguirre y Salinas zastąpiony w następnych latach przez Salvadora Castanedę Castro, który kontynuował represyjną politykę Martíneza. Do krótkotrwałej liberalizacji systemu doszło w latach 50. gdy do władzy doszli bardziej postępowi wojskowi – Óscar Osorio (1950–1956) i José María Lemus (1956–1960). Prezydenci ci zainicjowali szereg reform o charakterze socjaldemokratycznym i utworzyli Rewolucyjną Partię Zjednoczenia Demokratycznego, która wiele zaczerpnęła z meksykańskiej Partii Rewolucyjno-Instytucjonalnej. Okres liberalizacji zakończył się w 1960 roku kolejnym puczem.
W latach 60. doszło do wybuchu pierwszych walk partyzanckich. W 1969 roku rząd Salwadoru chcąc uspokoić sytuację wewnątrz kraju sprowokował wojnę z sąsiednim Hondurasem która jedynie spotęgowała społeczne niezadowolenie. Junta po klęsce w wojnie swoją władzę oparła na wsparciu USA które rządzone przez Jimmy’ego Cartera przeznaczały 1,5 miliona dolarów dziennie na finansowanie reżimu. Ludność była terroryzowana przez wojsko, policję i prawicowe bojówki. W tym czasie w kraju szalały szwadrony śmierci z którymi walczyły licznie powstające organizacje partyzanckie tj. Ludowa Armia Rewolucyjna, Ludowe Siły Wyzwoleńcze im. Farabundo Martí czy Siły Zbrojne Oporu Narodowego. Konflikt narastał w obliczu sytuacji społeczno-gospodarczej kraju w którym 40% ziem uprawnych należało do kilku bogatych rodzin a większość obywateli żyła w skrajnej nędzy. Istniał oddolny ruch protestu, lecz wyrażanie własnej opinii równało się w tym czasie wyrokowi śmierci. Coraz większa część społeczeństwa zdawała sobie sprawę z panującej w kraju niesprawiedliwości. W latach 70. doszło do rywalizacji między Kościołem katolickim a rządem. Rząd podjął się represji skierowanych przeciwko duchownym. W 1977 roku z rąk służby bezpieczeństwa zginął ojciec Rutilio Grande znany z krytyki rządu. Po zabójstwie Grande i sfałszowaniu wyborów które odbyły się w tym samym roku doszło do rozwoju zbrojnego oporu ze strony lewicy która coraz prężniej zaczęła działać jako ruch partyzancki.

## Przebieg wojny

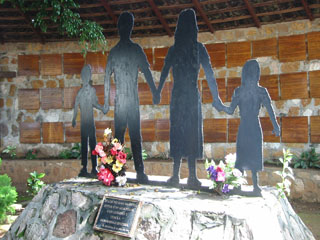
Pomnik ofiar masakry w El Mozote

W październiku 1979 roku grupa oficerów dowodzona przez Adolfo Majano obaliła dotychczasową juntę. Nowy rząd spotęgował akcje przeciwko opozycji. W zimie 1980 roku z rąk wojska zginął arcybiskup San Salvador, Óscar Arnulfo Romero co spotęgowało konflikt. W maju tego samego roku rząd dopuścił się masakry 600 osób nad rzeką Sumpul (dep. Chalatenango), stanowiącą częściowo granicę między Salwadorem a Hondurasem. Uciekinierzy salwadorscy próbowali przedostać się do obozów dla uchodźców w Hondurasie i zostali zaatakowani ogniem artyleryjskim przez oddziały rządowe. W odpowiedzi na masakrę partyzanci utworzyli Zjednoczone Kierownictwo Rewolucyjne zaś 10 października – Front Wyzwolenia Narodowego im. Farabundo Martí (FMLN) stanowiący wspólny blok grup partyzanckich toczących wojnę z juntą. W skład Frontu Wyzwolenia Narodowego weszły: Ludowe Siły Wyzwoleńcze im. Farabunda Martíego, Siły Zbrojne Oporu Narodowego, Ludowa Armia Rewolucyjna i Komunistyczna Partia Salwadoru, w późniejszym okresie w szeregi koalicji wstąpiła Rewolucyjna Partia Robotnicza Ameryki Środkowej. W sierpniu 1981 Komisja Praw Człowieka Salwadoru poinformowała, że od chwili, gdy pierwsza junta objęła władzę, oddziały zbrojne (w tym szwadrony śmierci) zabiły łącznie 32 tys. cywilów. Licznie szwadrony był tworzone przez wpływowych wojskowych (np. Roberto D’Aubuisson dysponował własnym szwadronem Union Guerrera Blanca (Unia Białych Wojowników).
W masowych represjach nie uczestniczyły jedynie szwadrony śmierci lecz również regularne oddziały armii – najbardziej znany przypadek to masowe zabójstwa w kilku gminach departamentu Morazán, określane jako masakra w El Mozote. Wojsko (konkretnie Batalion Atlacatl), prowadzące tam operacje antypowstańcze, w dniach 10 – 13 grudnia zabiło kilkuset cywilów (prawdopodobnie ponad tysiąc), a dużo więcej zmusiła do ucieczki do Hondurasu. Z drugiej strony także rebelianci łamali prawa człowieka, robili to jednak na o wiele mniejszą skalę.
Partyzanci w obliczu przewagi sił rządowych, zawiązali porozumienie z Demokratycznym Frontem Rewolucyjnym (FDR) będącym pokojowym ruchem opozycji. Sojusz ten zyskał uznanie jako siła polityczna zdolna reprezentować kraj na arenie międzynarodowej – wyrazem tego uznania była tzw. Deklaracja Francusko-Meksykańska z lipca 1981. W maju 1987 sojusz FMLN-FDR ogłosił w 18 punktach propozycję pokojową. W kwietniu 1989 roku FLMN przedstawił w trakcie spotkania w Waszyngtonie swoje warunki do wynegocjowania końca wojny. W sierpniu tego samego roku przedstawiciele rządu spotkali się z dowódcami FLMN w Meksyku. Rozmowy te zakończyło jednak rozpoczęcia 11 listopada partyzanckiej ofensywy militarnej pod nazwą „Hasta el Tope”. W odpowiedzi na ofensywę, 16 listopada oddział wojska zaatakował Uniwersytet Środkowoamerykański im. José Simeóna Cañasa w San Salvador i zabił 6 jezuitów powiązanych z ruchem teologii wyzwolenia.
Przebieg walk na przełomie lat 80. i 90. udowodnił, że nie jest możliwe osiągnięcie przewagi militarnej przez którąkolwiek ze stron. Negocjacje prowadzone z rządem zaowocowały podpisaniem protokołu w Genewie w kwietniu 1990. W maju zaś, po mediacjach Alvaro de Soto, osobistego przedstawiciela Sekretarza Generalnego ONZ, delegacje obu stron podpisały Zgodę z Caracas. W grudniu 1990 FMLN przeprowadził ostatnią ofensywę militarną. Po raz pierwszy doszło do zestrzelenia samolotów za pomocą rakiet ziemia-powietrze. Po ustaleniu się równowagi sił, 31 grudnia 1991 rząd podpisał Zgodę z Nowego Jorku, a 16 stycznia 1992 negocjacje zakończyły się podpisaniem porozumień pokojowych w Chapultepec w Meksyku. Położyły one kres trwającej 12 lat wojnie domowej. Jej skutkiem była śmierć 75 tys. cywilów i ok. 9 tys. zaginionych. Na mocy porozumień pokojowych stworzono Komisję Prawdy pod auspicjami ONZ. Opracowała ona raport zatytułowany „Od szaleństwa do nadziei” („De la Locura a la Esperanza”), w którym opublikowała wyniki śledztwa dotyczącego wydarzeń z lat 1980–1991..

## Następstwa
Na mocy pokoju Front Wyzwolenia Narodowego im. Farabunda Martíego przekształcił się w legalną partię polityczną. W 1993 roku rząd ogłosił amnestię, w wyniku której nikt odpowiedzialny za zbrodnie popełnione przed, w trakcie i po wojnie nie został osądzony. Zakończenie wojny nie zakończyło powszechnej przemocy która odnowiła się w Salwadorze w postaci gangów, zwanych maras lub pandillas.
W 2009 roku na jedną kadencję prezydentem kraju został Mauricio Funes będący kandydatem Frontu Wyzwolenia Narodowego będącego spadkobiercą ruchów partyzanckich.

## Wsparcie dla stron konfliktu
Kompleksowego wsparcia rządowi Salwadoru udzieliły Stany Zjednoczone. Między innymi, prezydent Reagan swoim podpisem 4 marca 1981 roku zatwierdził przekazanie środków finansowych na polityczne wsparcie strony rządowej (w tym oficerów wojska w Salwadorze).  Oprócz tego rząd wsparty został przez Izrael i Tajwan. Rebelianci uzyskali z kolei wsparcie ze strony ZSRR, Chin, Bułgarii, Nikaragui i Kuby.